# Nerocila aculeata
Nerocila aculeata es una especie de crustáceo isópodo marino del género Nerocila, familia Cymothoidae. Fue descrita científicamente por Milne Edwards en 1840.

## Distribución
Esta especie se encuentra en Akyab, océano Índico y Río de Janeiro.